# امریکن کمپ
امریکن کمپ (به لاتین: American Camp) یک منطقهٔ مسکونی در بنگلادش است که در دیناژپور واقع شده‌است. امریکن کمپ ۱٬۱۳۵ نفر جمعیت دارد.